# Bauernsenfe
Die Pflanzengattung Bauernsenfe (Teesdalia) gehört zur Familie der Kreuzblütengewächse (Brassicaceae). Die Gattung umfasst nur drei Arten, die in Europa und im Mittelmeerraum heimisch sind.

## Beschreibung

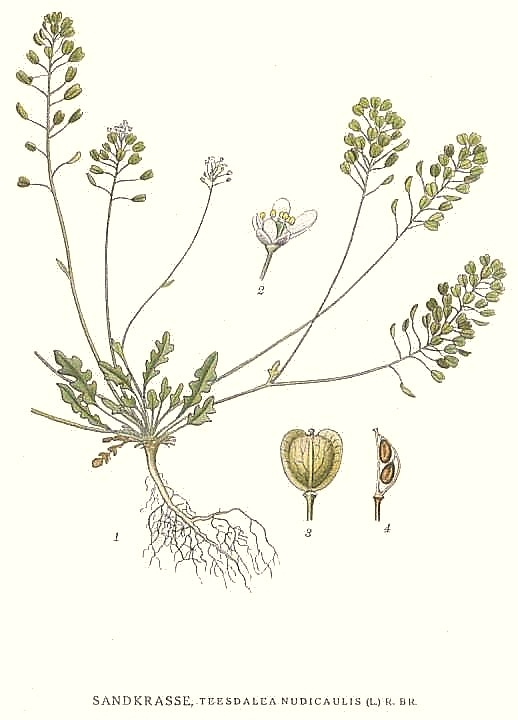
Illustration des Nacktstängeligen Bauernsenf (Teesdalia nudicaulis)

### Vegetative Merkmale
Die Teesdalia-Arten wachsen als meist einjährige, selten ausdauernde (Teesdalia conferta), krautige Pflanzen. Die oberirdischen Pflanzenteile sind kahl oder von einer spärlichen, flaumigen Behaarung aus einfachen Trichomen bedeckt. Die Stängel sind einfach oder zu mehreren, unverzweigt und aufrecht bis aufsteigend.
Die Laubblätter sind größtenteils in einer grundständigen Rosette angeordnet. Die Grundblätter sind gestielt und meist leierförmig-fiederspaltig oder fiederschnittig, seltener einfach. Es sind keine bis nur vier Stängelblätter vorhanden; sie sind kleiner als die Grundblätter, einfach, sitzend und am Rand gezähnt oder ganzrandig.

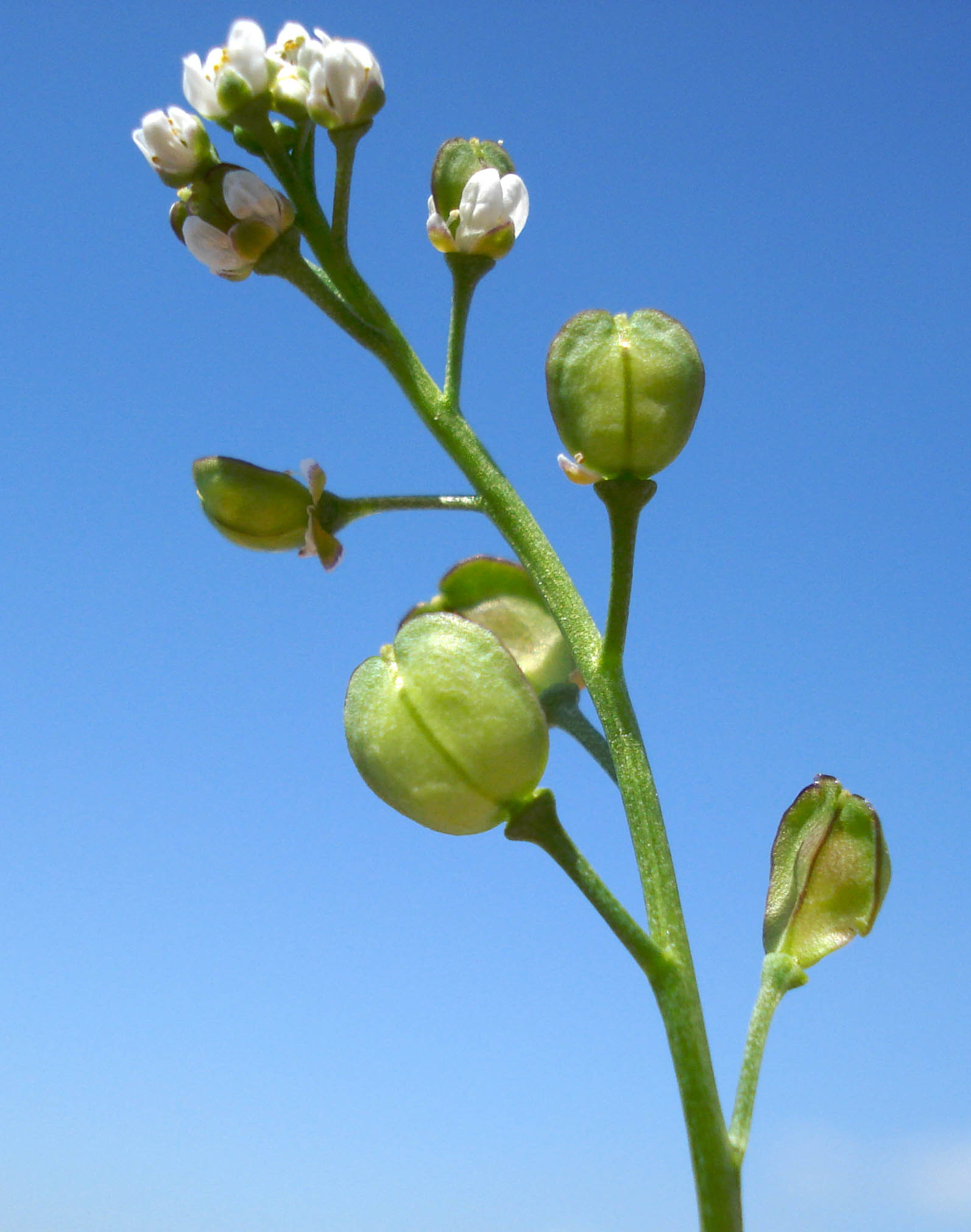
Junge gestielte Schötchen des Nacktstängeligen Bauernsenf (Teesdalia nudicaulis)

### Generative Merkmale
Die Blüten stehen in einem endständigen, durch die verkürzte Achse anfangs schirmtraubigen Blütenstand, der sich in der Fruchtreife zu einer Traube verlängert. Die dünnen Blütenstiele stehen anfangs schräg nach oben ab, in der Fruchtreife waagrecht.
Die zwittrigen Blüten sind radiärsymmetrisch (Teesdalia coronopifolia) bis zygomorph, vierzählig mit doppelten Perianth. Die vier ausgebreiteten bis aufsteigenden Kelchblätter sind eiförmig. Die vier weißen Kronblätter sind mindestens gleich lang wie die Kelchblätter, verkehrteiförmig oder länglich, am Grund nur undeutlich genagelt. In zwei Kreisen (diplostemon) stehen insgesamt sechs Staubblätter oder es ist oft bei Teesdalia coronopifolia nur ein Kreis mit vier Staubblättern vorhanden. Die Staubfäden besitzen an ihrer Basis ein Anhängsel. Die Staubbeutel sind eiförmig. An den seitlichen Staubblättern befindet sich an jeder Seite eine Nektardrüse, die mittleren Drüsen fehlen. Der Fruchtknoten enthält nur (zwei bis) vier Samenanlagen. Der Griffel ist sehr kurz oder fehlt. Die Narbe ist kopfig.

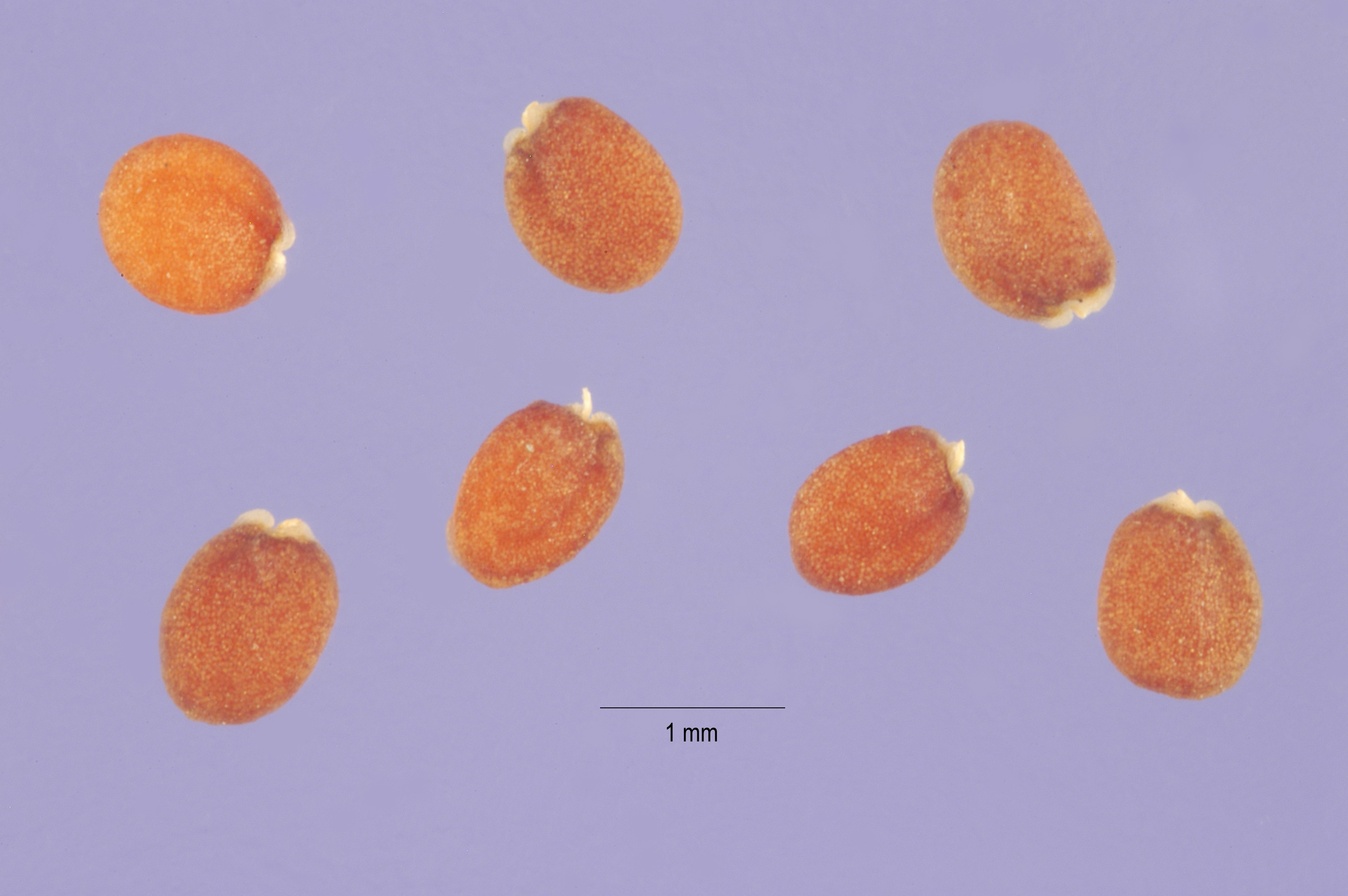
Samen des Nacktstängeligen Bauernsenf (Teesdalia nudicaulis).

Es werden gestielte, breit verkehrt-herzförmige oder rundliche, stark und senkrecht zur falschen Scheidewand zusammengedrückte Schötchen gebildet, die leicht gekielt und an der Spitze schmal geflügelt sind. Die kahlen Klappen besitzen hervorstehende Adern. Das Replum ist gerundet und das dünne Septum ist vollständig ausgebildet. Die in einer Reihe angelegten Samen sind ungeflügelt, leicht zusammengedrückt und breit eiförmig. Die Samenschale ist netzartig und verschleimt in nassem Zustand stark.
Die Chromosomengrundzahl beträgt x = 9, bei Teesdalia conferta x = 10.

## Systematik und Verbreitung

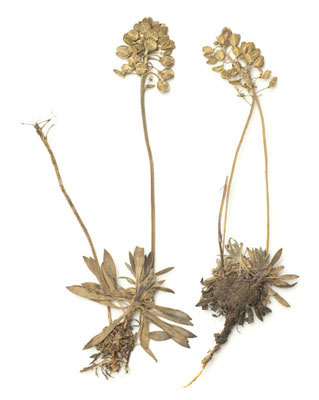
Herbarbeleg von Teesdalia conferta

Die Gattung Teesdalia wurde 1812 von Robert Brown aufgestellt, Typusart ist Teesdalia nudicaulis. Der botanische Gattungsname ehrt den englischen Gärtner und Botaniker Robert Teesdale. Es gibt jedoch mit dem Namen Guepinia von Toussaint Bastard einen etwa sechs Monate älteren Namen, weshalb der gebräuchliche Name Teesdalia durch einen Konservierungsvorschlag geschützt werden musste, der 2015 durch die AuFoNAhme in Anhang III des ICN wirksam wurde.
In der Gattung waren lange Zeit nur zwei Arten enthalten, bis Oliver Appel 1998 die einzige Art der Gattung Teesdaliopsis (Willk.) Rothm. in diese Gattung eingegliederte. Die Gattung Teesdalia wurde in die Tribus der Iberideae gestellt.
Die Gattung Teesdalia kommt im atlantischen und subatlantischen Europa und im Mittelmeerraum vor. Die beiden einjährigen Arten sind in Chile, in Australien und in Nordamerika Neophyten.
Die Gattung Teesdalia R.Br. nom. cons. enthält nur drei Arten:
- Teesdalia conferta (Lag.) O.Appel (Syn.: Iberis conferta Lag., Teesdaliopsis conferta (Lag.) Rothm.)[1]: Dieser Endemit kommt nur im nordwestlichen Teil der Iberischen Halbinsel vor.[10]
- Teesdalia coronopifolia (J.P.Bergeret) Thell. (Syn.: Thlaspi coronopifolium J.P.Bergeret): Die Heimat ist der westliche und mittlere Mittelmeerraum.[10]
- Nacktstängeliger Bauernsenf (Teesdalia nudicaulis (L.) R.Br. in W.T.Aiton, Syn.: Teesdalia iberis DC.)